# Breshk
Breshk, Barashk ou Brischan est une ancienne ville portuaire médiévale, située sur l'emplacement de la cité antique Gunugus. Elle est localisée à proximité de l'actuelle Gouraya dans la wilaya de Tipaza, en Algérie. 
Elle est définitivement détruite au début du XVIIe siècle, ses vestiges se confondent avec la ville romaine.

## Toponymie
Breshk est citée sous différentes formes par les auteurs médiévaux : Barashk, Bresk, Birchik et Brescar. Ce nom semble être d'origine phénicienne.  
Les sources arabes n'offrent que peu d'informations sur l'origine du toponyme, il peut être composé de deux syllabes, Ber et chek, qui peuvent être traduites respectivement par « bord » et « doute ». Cette dénomination suggère un bord qui n'est pas sûr, pouvant ainsi évoquer un rivage potentiellement dangereux. Le nom de lieu est directement lié à la topographie de la ville, qui se caractérise par une fortification limitée, voire inexistante.
Le nom antique Gunugu peut être un vocable berbère, agni : colline, côte, punicisé en gonion, guniu et que l'on retrouve, par exemple, dans Rachgoun.

## Localisation
Breshk est situé sur le site même de l'antique Gunnugu sur le promontoire qui porte la koubba de Sidi Brahim, sur le littoral algérien. Elle est souvent identifiée à l'actuelle Gouraya, toutefois celle-ci se trouve à quelques kilomètres d'elle. 
L'Itinéraire d'Antonin situait la ville antique à 22 milles de Césarée, soit à un peu plus de 30 km à l'ouest de Cherchell. Les principales sources médiévales ne citent que deux villes maritimes entre Alger et Ténès : Cherchell et Breshk. Les vestiges de Breshk et de Gunnugu se confondent aujourd'hui. La ville est également citée par d'autres auteurs anciens tels Pline, Ptolémée ainsi que dans la Cosmographie de Ravenne. 
L'identification de Breshk ne pose pas de problème majeur pour les historiens, malgré le manque d'informations dans les sources arabes. En effet, la description donnée par Al Idrissi correspond à cette localité en tant que ville côtière située sur une montagne. De plus, des détails sur les distances sont fournis par Al-Idrisi, Abd al-Mun'im et Léon l'Africain, situant Breshk à 20 milles de Cherchell, à 36 milles de Ténès, et à quelques milles de Mostaganem.

## Gunugu, la ville antique
Gunugu a d'abord été un établissement punique comme témoignent les vestiges des nécropoles et de poteries. Parmi les sites puniques de la côte algérienne le site de Gunugu se distingue comme l'un des rares sites archéologiques à avoir été fouillé en profondeur. Les fouilles ont été réalisées à plusieurs reprises, de 1887 à 1932. L'existence de l'époque punique dans cette ville est solidement attestée par les infrastructures et les artefacts découverts sur le site. 
Le site de Gunugu abrite également des tombes datant des IIIe et IIe siècles avant J.-C.. Ces tombes renferment une abondante collection d'objets funéraires comprenant des poteries indigènes, de nombreux vases puniques, de la céramique à vernis noir ou peinte probablement d'origine italienne, des œufs d'autruche, des bracelets, des bagues, des fibules, des miroirs, des fioles.
Devenue possession romaine, elle est érigée en colonie et connait un certain développement, sans parvenir toutefois à atteindre celui de sa voisine Césarée. Parmi les vestiges romaines, on atteste des citernes, un aqueduc et des fragments de statues. 
Gunugu devient le siège d'un évêché durant la période chrétienne et connaît les troubles provoqués par le schisme donatiste. Elle est occupée ensuite par les Vandales puis les Byzantins.

## Breshk, la ville médiévale

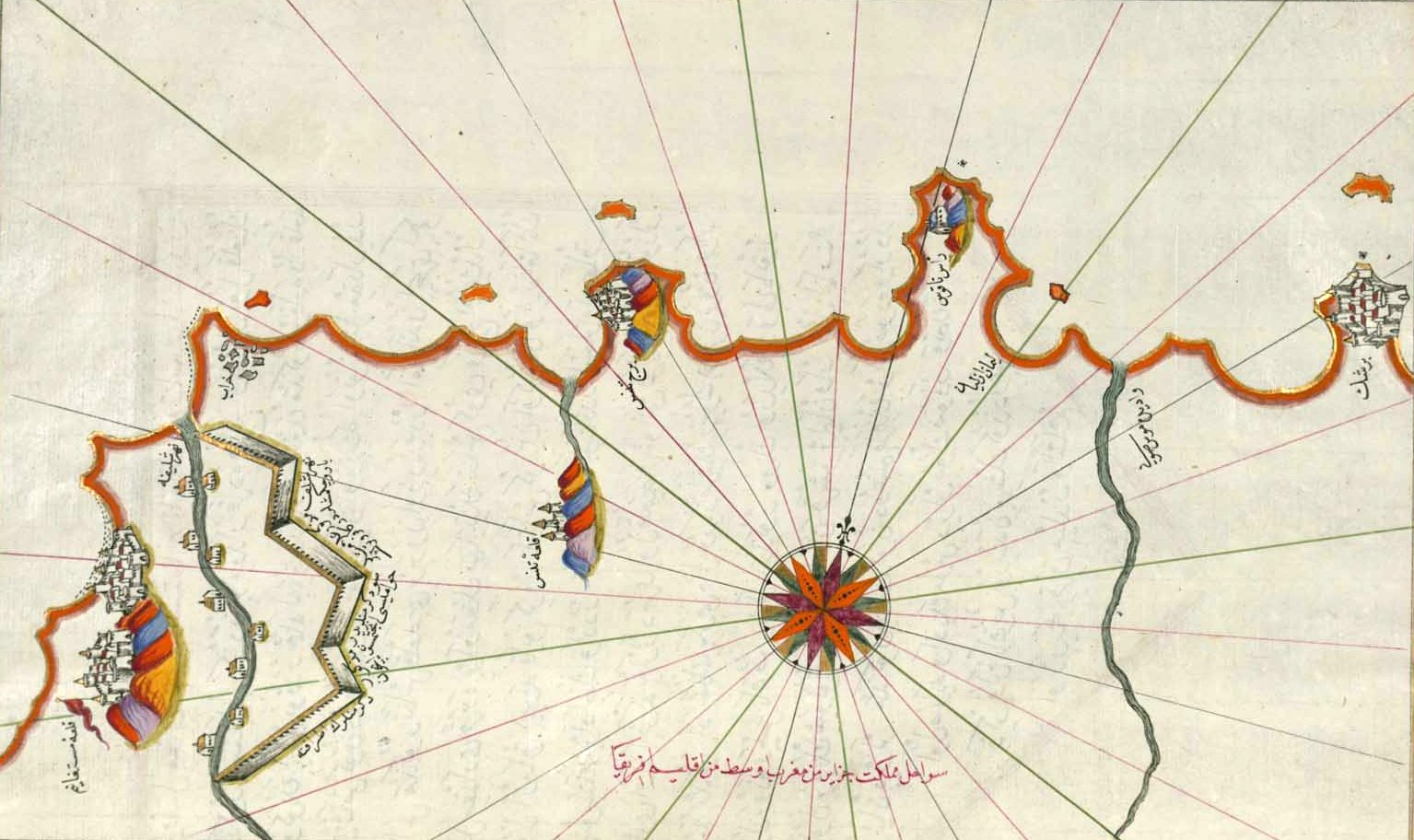
Carte ottomane de Piri Reis, illustrant la région du Dahra entre Mostaganem et Breshk.

Ancien drapeau de Breshk.

Après la conquête musulmane du Maghreb, elle change de nom, en Breshk et devient une ville et un port actifs au Moyen Âge. Elle fait l'objet de convoitises des dynasties berbères. Elle était un port important et possédait également de riches terres agricoles. Les auteurs médiévaux insistent sur la fertilité des terres voisines qui produisent blé et orge au-delà des besoins de la population, le bétail est une source de richesse et le pays produit beaucoup de miel et surtout du lin. 
La plupart des textes datant du Xe au XVIe siècle présentent des variations dans la classification de Breshk, la décrivant tantôt comme une ville, tantôt comme une petite ville. Le développement de la course, à partir du Xe siècle, va provoquer une attaque des flottes chrétiennes en 1144, menée par le roi Roger II de Sicile. 
Les sources médiévales l'évoquent durant la période zianide. Au début du xive siècle, la ville portuaire était gouvernée par un conseil des cheikh dont l’un de ses membres, Zīrī, avait acquis une prééminence. Après la soumission des Maghraouas aux Zianides, Zīrī propose au sultan abdelwadide la remise de la ville de Brechk en échange de sa protection. La ville passe alors sous l’autorité d’Abou Hammou Moussa Ier. Elle devient alors parmi les ports du Sultanat zianide, fréquentés dans le cadre du commerce méditerranéen
Contrôlée par les montagnards du Dahra, elle était une ville berbère qui sauvegarda son indépendance jusqu'à l’établissement des corsaires Barberousse sur la côte algérienne. Entre-temps, la cité avait reçu des réfugiés andalous, mais en nombre insuffisant pour assurer son développement. Au XVIe siècle, elle exporte des figues sèches vers Alger et Tunis, mais également du lin et du coton pour la fabrique de toiles. Léon l'Africain décrit ainsi Bresk : « La ville de Bresch vit dans l'abondance, surtout de figues. Autour d'elle, une belle campagne produit du lin et de l'orge en quantité. La population est l'alliée et l'amie des montagnards voisins. ». 
En 1531, un tremblement de terre a ruiné la ville. Elle est définitivement détruite en 1614 après une attaque de l'ordre de Saint-Étienne, la ville qui n'est pas reconstruite, disparaît ainsi de l'Histoire. La ville était abandonnée, quand Thomas Shaw a visité la région au début du XVIIIe siècle.